# Yzengremer
Yzengremer – miejscowość i gmina we Francji, w regionie Hauts-de-France, w departamencie Somma.
Według danych na rok 2011 gminę zamieszkiwało 565 osób, a gęstość zaludnienia wynosiła 166 osób/km² (wśród 2293 gmin Pikardii Yzengremer plasuje się na 563. miejscu pod względem liczby ludności, natomiast pod względem powierzchni na miejscu 1022.).